# 1996 BS2
1996 BS2 är en asteroid i huvudbältet som upptäcktes 26 januari 1996 av den japanska astronomen Takao Kobayashi vid Ōizumi-observatoriet.
Asteroiden har en diameter på ungefär 5 kilometer.